# Parafia Najświętszej Maryi Panny Wspomożenia Wiernych w Bregencji
Parafia Najświętszej Maryi Panny Wspomożenia Wiernych w Bregencji – parafia rzymskokatolicka, administracyjnie należąca do austriackiej diecezji Feldkirch. 